# Quora
Quora – serwis Q&A (Questions and Answers), na którym użytkownicy zadają, edytują i organizują pytania i na nie odpowiadają. Wydawca strony, Quora Inc., ma siedzibę w Mountain View, w Kalifornii. Strona została założona w czerwcu 2009 roku, a udostępniona do publicznego użytku 21 czerwca 2010. Quora została utworzona przez dwóch byłych pracowników Facebooka, Adama D’Angelo i Charliego Cheevera. D’Angelo zrezygnował ze swojego stanowiska w Facebooku w styczniu 2010 roku, by zająć się tworzeniem Quory. W lutym 2017 roku większość odbiorców pochodziła ze Stanów Zjednoczonych (37,9%), a na drugim miejscu znaleźli się użytkownicy z Indii (15,8%). Serwis był notowany w rankingu Alexa na miejscu 242 (maj 2020).